# Sokolne
Sokolne – wieś w Polsce położona w województwie podlaskim, w powiecie augustowskim, w gminie Nowinka.
| SIMC    | Nazwa    | Rodzaj    |
| ------- | -------- | --------- |
| 1010800 | Młynisko | część wsi |

W latach 1975–1998 miejscowość administracyjnie należała do województwa suwalskiego.